# Siavash Shams
Siavash Shams is een Iraanse zanger, songwriter en producer. Hij werd bekend in 1985 nadat zijn liedjes Sahne en Dokhtar Irooni hits werden. Hij ging verder met de albums Pedar en Faryad.
- International Standard Name Identifier: 0000 0003 7268 4977
- MusicBrainz: a410a32b-135d-4391-8ba9-d1baa58e74d9